# Sant Gervasi (métro de Barcelone)
Sant Gervasi est une station de la ligne 6 du métro de Barcelone.

## Situation sur le réseau
La station se situe sous l'avenue Auguste (Vía Augusta), sur le territoire de la commune de Barcelone, dans le district de Sarrià-Sant Gervasi. Elle s'intercale entre les stations Muntaner et Gracià de la ligne Barcelone - Vallès des Chemins de fer de la généralité de Catalogne (FGC).

## Histoire
La gare ouvre au public en surface le 23 juin 1863. À partir du 24 avril 1929, la voie et le quai en direction de l'ouest sont enterrés, l'enfouissement complet de la station étant achevé deux ans plus tard. La station est réaménagée en 2010 afin de créer une connexion directe avec Plaça Molina, située à proximité immédiate.

## Services aux voyageurs

### Accès et accueil
La station dispose de deux voies et deux quais latéraux.

### Intermodalité
La station permet la correspondance avec les lignes suburbaines de l'infrastructure Barcelone - Vallès, ainsi qu'avec la ligne 7 du métro à Plaça Molina, les deux stations partageant la même salle des billets.